# Nicolás Edme Restif de la Bretonne
Nicolas Edme Restif (o Rétif) de la Bretonne (Sacy, 23 de octubre de 1734 - París, 3 de febrero de 1806) fue un prolífico escritor libertino francés, representativo de finales del siglo XVIII. Fetichista del calzado femenino, da nombre al retifismo.

## Biografía
Octavo hijo de un severo y rico agricultor de Yonne, descrito como un patriarca en la biografía que le dedicó, La Vie de mon père (1779), estudió en un colegio jansenista y su padre lo destinó a la carrera eclesiástica llevándolo a vivir junto a un medio hermano clérigo, pero, al parecer, se reveló pronto tan amigo de las faldas y tan indómito que tuvo que abandonar esa pretensión.
En 1751 sus padres le enviaron a Auxerre como aprendiz de imprenta; allí sedujo a la esposa de su patrón, Marguerite Fournier (que aparecerá trasmutada en alguna novela bajo el nombre de Collette Parangon). Trabajó como oficial de imprenta; debido a sus muchas deudas, cambiaba a menudo de lugar. Decidió marcharse a París en 1755 en busca de aventuras; allí empezó a trabajar en la Imprenta Real del Louvre, luego en la Hérissant y por fin creó la suya propia; además, se sumergió en una vida disoluta y en oscuros trapicheos: afirmó haberse casado en marzo de 1759 con una joven inglesa, Henriette Kircher, que quería adquirir la nacionalidad francesa en el contexto de la espinosa reclamación de una herencia. Tras esta superchería, según Daniel Baruch, se escondía en realidad un caso de espionaje en el marco de las luchas contra los jansenistas.
Viajó a Dijon y luego volvió a Auxerre, donde se casó en 1760 con Agnès Lebègue, de la que tuvo cuatro hijas, Agnes, Marie, Élisabeth (conocida como Élise o Babiche) y Marie-Anne, a la que llamaba Marion y con la que vivió sus últimos años. En junio de 1761 la pareja se instaló en París, donde trabajó en varias imprentas hasta 1767; esto le dio la oportunidad de conocer a escritores como Beaumarchais (con quien mantuvo una relación de amistad tan estrecha como poco conocida), Louis-Sébastien Mercier, cuyo costumbrista Tableau de Paris admiraba, Jacques Cazotte o Stanisław Potocki. Aceptó trabajar como delator o informador para la policía real, cometido que le proporcionó, aparte de ingresos suplementarios, no poca materia prima para escribir sus numerosas novelas; la policía lo requería frecuentemente para vigilar lo que se imprimía secretamente, pues conocía de primera mano ese mundo, y otros más marginales. Le gustaba la noche y pasear por las calles de París y por la isla de Saint-Louis (isla de San Luis), y se dice que escribía apoyado en los puentes y paredes, incluso sobre los mismos muros; esto último al menos es verdad: reunió sus pintadas o graffitis en el libro Mis inscripciones (1785); observador como fue de tantos personajes nocturnos (algunos no muy recomendables) que poblaban los lugares más recónditos y marginales de la capital de Francia, fue apodado el "búho de la isla de Saint-Louis" y escribió al respecto Las noches de París, obra de colosal dimensión en cuyo volumen XVI se incluye el relato del período revolucionario desde que se creó la Asamblea Nacional Constituyente hasta la ejecución de María Antonieta. Iba y venía de Sacy, donde instaló a su familia, y además, colaboró y luego rivalizó como escritor con Pierre-Jean-Baptiste Nougaret. Sumamente mujeriego, menciona en sus memorias más de trescientos nombres de conquistas, reales o no.
En 1767 publicó su primera obra importante: La Famille vertueuse (La familia virtuosa), a la que le siguieron, entre otras: Le Pornographe (1769), en donde presenta un proyecto para reformar la prostitución; Le Paysan perverti, ou Les dangers de la ville (El campesino pervertido, 1774), su gran novela, que parte inicialmente de la inglesa Pamela de Samuel Richardson; La vie de mon père (La vida de mi padre, 1779), el libro más reimpreso de los suyos; Les Contemporaines (Los contemporáneos, 1780), serie que le hizo célebre; El descubrimiento austral por un hombre volador, importante utopía de 1781; y La paysanne pervertie (La campesina pervertida, 1784), que luego unirá al otro libro sobre los males de la ciudad. Cabe añadir Les Parisiennes (Las parisinas, 1787), Ingénue Saxancourt (1789) y su Anti Justine (1793). Desde el 26 de noviembre de 1785, sin embargo, ya no vivía con su esposa Agnès y el divorcio se consumó en 1794.
Con la llegada de la Revolución francesa se arruinó: perdió sus ingresos como confidente de la policía monárquica, la devaluación de los asignados le dejó sin dinero y corrió peligro de ser arrestado durante el Terror; sus novelas apenas le daban para subsistir, así que tuvo que instalar una pequeña imprenta en su propia casa para poder imprimir sus obras y algunas otras de su amigo Mercier. También, para procurar rehacerse, pane lucrando, empezó a aprovecharse de la libertad de imprenta y cultivó cierto sensacionalismo. Fue un testigo de los acontecimientos ocurridos  y publicó Le Palais-Royal / El palacio real (1790) y las citadas Les nuits de París / Las noches de París (1793), una de sus obras maestras, así como los cinco volúmenes de su Teatro (1793). En 1795, la Convención termidoriana acudió en su ayuda reembolsándole la suma de dos mil francos. Pero como hizo ostentación de nuevo rico y conservaba sus amistades aristocráticas, su antigua reputación le hizo caer en desgracia. Sin embargo le ofrecieron volver a trabajar vez para la Policía en tiempos de Napoleón, aunque su mala salud le impidió incorporarse a su puesto y murió poco después en la miseria, el 3 de febrero de 1806.
Desde 1777, sus libros eróticos estuvieron primorosamente ilustrados, a menudo, con mujeres de pies minúsculos y bocas redondas. El que trata de prostitución en el Palacio Real es presentado como una guía, pero sus páginas son, ante todo, una serie de artículos periodísticos.
Fue muy criticado y le acusaron de pedofilia e incesto; le apodaron el "Voltaire de las camareras" o el "Rousseau del arroyo" (admiraba las ideas de Rousseau). Pero fue un reformador que abordó diversos problemas morales, incluyendo temas prohibidos como la prostitución y el incesto (con soluciones muy a menudo conservadoras y represivas), y también ideando una forma de comunismo agrícola. Saint-Simon y Fourier se inspiraron en él. Sus obras relativas a la Revolución fueron publicadas de nuevo, lo que permitió redescubrir a este escritor que fue testigo, aunque desde otro ángulo, de la revuelta.
Escribió novelas y teatro, un gran autobiografía en la línea de la de Rousseau (Monsieur Nicolas, ou Le coeur humain dévoilé, 1796-1797), y numerosos proyectos de reforma: teatro, las mujeres —Les Gynographes, los hombres —L’Andrographe—, las costumbres sexuales, la legislación. Por ello no sorprende que elaborase su utopía, La Découverte australe par un homme volant, que eso sí está mezclada con unos recuerdos idílicos y con extrañas ideas del momento sobre el mundo animal. Hoy es objeto de curiosidad por la crítica universitaria, que ve en él uno de los representantes más ejemplares de las últimas Luces.
Hoy se le reconoce como un importante escritor del siglo XVIII, un libertino coincidente en cierto modo con el  marqués de Sade aunque no apreció su Justine, hasta el punto de escribir una Anti-Justine: el marqués de Sade y él se detestaban; el primero lo acusó de escribir al pie de la imprenta, el segundo se defendió diciendo que Sade era un "monstruo". En cambio fue apreciado por Benjamin Constant y Friedrich von Schiller, quien resaltó a Goethe la aparición de su autobiografía Monsieur Nicolas, sin duda su mejor obra, el 2 de enero de 1798:
¿Has leído por casualidad la singular obra de Restif El corazón humano descubierto? ¿Has oído hablar de ella? Acabo de leer todo cuando ha salido de ella y, a pesar de los lugares comunes y las cosas repugnantes de este libro, me divirtió mucho. Nunca he encontrado una naturaleza tan violentamente sensual; es imposible no interesarse por tan gran número de personajes, especialmente mujeres, como vemos pasar ante sus ojos, y por esos numerosos cuadros típicos que representan de manera tan vívida las costumbres y los aires de los franceses. Tan pocas veces tengo la oportunidad de sacar algo de mí mismo y estudiar a los hombres en la vida real que tal libro me parece inestimable.
Los surrealistas franceses reivindicaron su obra, pues no en vano era un antiacadémico; Jean Dutourd lo considera el mejor escritor francés del siglo XVIII; además, para él la lengua era algo vivo. Escritor apresurado, directo y caótico, flexibilizó la sintaxis, la prosodia y la morfología y fue un gran creador de neologismos, por ejemplo: «etlrst.» pour «etc.», «talionné» por «sujeto a la ley del talión», «pornographe», «gynographe», «mimographe», «féique»… Escribió 48 libros de géneros diversos repartidos en 250 volúmenes y 61.000 páginas. Pero sus obras maestras, fuera de algunas curiosidades anticipatorias bastante modernas, son su autobiografía Monsieur Nicolas y Noches de París, donde escribe lo siguiente:
¡Búho, tu grito fúnebre me ha estremecido en la noche! Triste y solitario como tú vagué en la tiniebla de la urbe monstruosa. El fulgor de los faroles acuchillaba las sombras. ¡Cuántas cosas quedan por ver cuando el sueño ha cerrado los ojos a todos! He velado por vosotros, durmientes ciudadanos; he explorado la ciudad pecadora y criminal, he robado sus secretos que os vendo ahora. ¡Me he convertido en el Búho! Ni la lluvia ni la fatiga ni la somnolencia me disuaden de querer ver todo. Pinten otros lo que han visto en el día; yo pinto lo que no vieron en la noche. ¡Lector, escribo para ser tu amigo! Verás en este libro pasar revista a los abusivos, a los viciosos, a los criminales, a los truhanes, a las víctimas de la mala suerte y de las pasiones ajenas, y también a los inocentes que son condenados por crímenes que no cometieron. Y, acompañando a todo lo que te contaré, irán páginas vigorosas en las que me anatomizaré yo mismo para exhibir el mecanismo del corazón humano.

## Restif en la cultura popular
En 1982 Ettore Scola hace protagonista a Nicolás Edme Restif de la Bretonne de su drama histórico La Nuit de Varennes donde el papel de Restif es interpretado por Jean-Louis Barrault

## Libros
Su obra es vastísima. Lo que sigue es una selección.

### Prosa

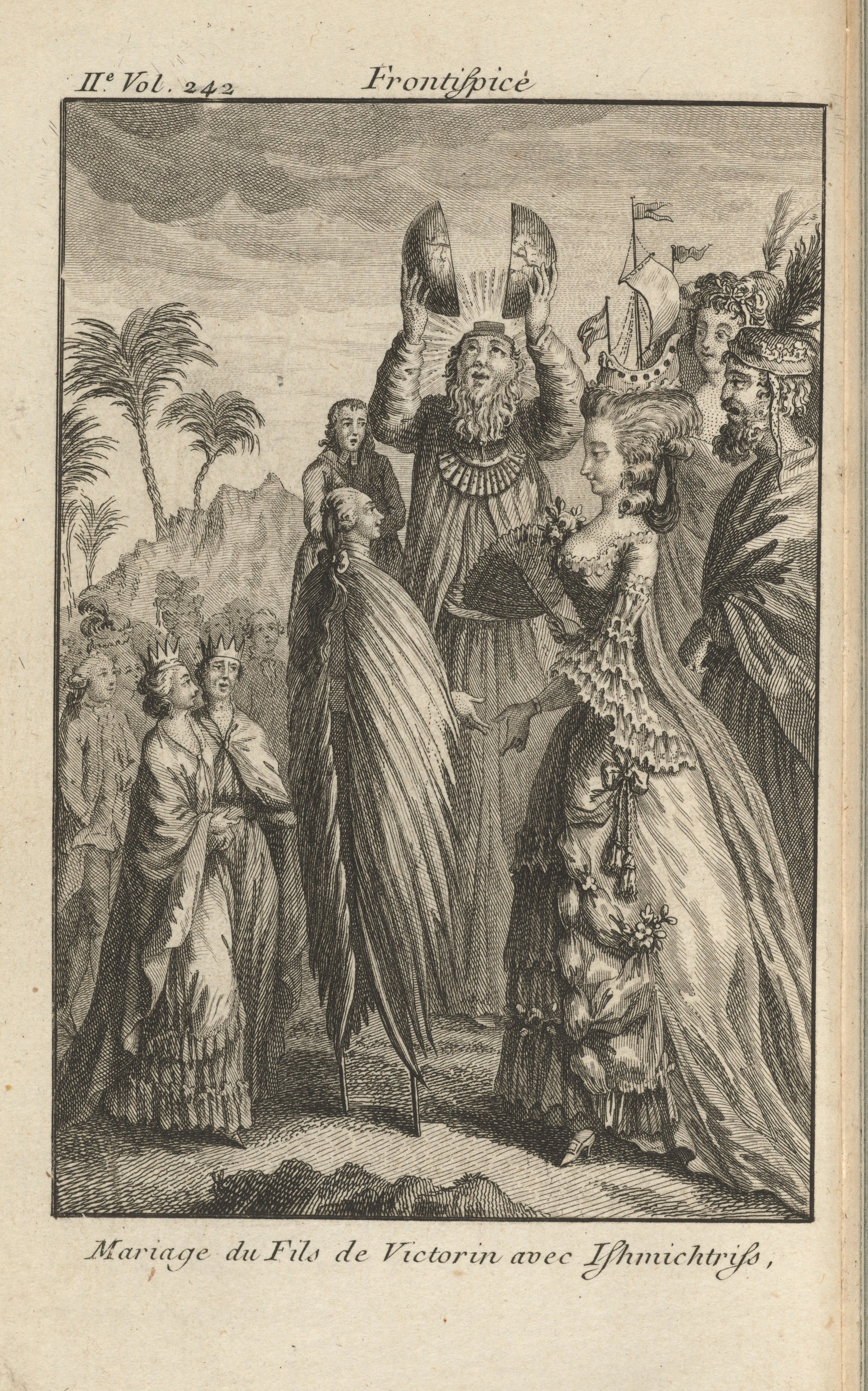
La Découverte Australe par un Homme Volant, 1781

- La Famille vertueuse, lettres traduites de l'anglais, París, 1767, primera novela
- Lucile, ou le Progrès de la vertu, 1768
- Le Pied de Fanchette, ou le Soulier couleur de rose, 1769
- Lettres de Lord Austin de N*** à Lord Humphrey de Dorset son ami, 1769
- La Fille naturelle, 1769
- Le Pornographe, Londres, 1769, tratado.
- Le Mimographe, ou Idées d'une honnête femme pour la réformation du Théâtre national, Ámsterdam, 1770
- Le Marquis de T***, ou l'École de la jeunesse, Londres, 1771
- Adèle de Comm**, ou Lettres d'une fille à son père, 1772
- La Femme dans les trois états de fille, d'épouse et de mère. Histoire morale, comique et véritable, Londres, 1773
- Le Ménage parisien, París, 1773
- Les Nouveaux Mémoires d'un homme de qualité, 1774
- Le Paysan perverti, ou Les dangers de la ville, 1775
- L’École des pères, 1776
- Le Fin Matois, ou Histoire du Grand Taquin, traduite de l'espagnol de Quevedo, 1776.
- Les Gynographes, ou Idées de deux honnêtes femmes sur un projet de règlement proposé à toute l'Europe pour mettre les femmes à leur place et opérer le bonheur des deux sexes, 1777
- Le Quadragénaire, ou l'Âge de renoncer aux passions, 1777
- Le Nouvel Abeilard, ou Lettres de deux amants qui ne se sont jamais vus, 1778
- La Vie de mon père, 1779
- La Malédiction paternelle, lettres sincères et véritables de N.** à ses parents, ses amis et ses maîtresses, avec les réponses, recueillies et publiées par Timothée Joly, 1780
- Les Contemporaines, ou Aventures des plus jolies femmes de l'Âge présent, 1780, en varios tomos
- La Découverte australe par un homme volant, ou Le Dédale français, nouvelle très philosophique, 1781, utopía.
- L’Andrographe, ou Idées d'un honnête homme sur un projet de règlement, proposé à toutes les nations de l'Europe, pour opérer une réforme générale des mœurs et, par elle, le bonheur du genre humain, 1782
- La Dernière aventure d’un homme de quarante-cinq ans, 1783
- La Prévention nationale, action adaptée à la scène, 1784.
- La Paysanne pervertie, 1784
- Les Veillées du Marais, ou Histoire du grand prince Oribeau, roi de Mommonie, au pays d'Evinland, et de la vertueuse princesse Oribelle, de Lagenie; tirée des anciennes annales irlandaises, 1785
- La Femme infidèle, 1786
- Les Françaises, ou XXXIV exemples choisis dans les mœurs actuelles, 1786
- Les Parisiennes, ou XL caractères généraux pris dans les mœurs actuelles, propres à servir à l'instruction des personnes du sexe, tirés des mémoires du nouveau Lycée des mœurs, 1787
- Les Nuits de Paris ou le Spectateur nocturne, 1788-1794
- Ingénue Saxancour, ou la Femme séparée, 1789
- Le Thesmographe, ou Idées d'un honnête homme sur un projet de règlement proposé à toutes les nations de l'Europe pour opérer une reforme générale des lois, 1789
- Monument du costume physique et moral, de la fin du XVIII siècle, 1789
- Le Palais-Royal, 1790
- L’Année des dames nationales, ou Histoire jour par jour d’une femme de France, 1791-1794.
- Monsieur Nicolas, ou le Cœur humain dévoilé, 1794
- Les Provinciales, ou Histoire des filles et femmes des provinces de France, dont les aventures sont propres à fournir des sujets dramatiques de tous les genres, 1795
- La Philosophie de Monsieur Nicolas, 1796
- L’Anti-Justine ou les délices de l'amour, 1798, inconclusa.
- Les Nouvelles contemporaines, ou Histoires de quelques femmes du jour, 1802
- Les Posthumes, lettres reçues après la mort du mari, par sa femme qui le croit à Florence, par feu Cazotte, 1802
- Histoire des compagnes de Maria, ou Épisodes de la vie d'une jolie femme, 1811; póstuma.

### Teatro
- Théâtre, 1787 (v. 1: La Prévention nationale, La Fille naturelle, La Cigale et la Fourmi, Le Jugement de Pâris, 1787; v. 2: Les Fautes sont personnelles, Sa mère l'allaita, La Marchande de modes, La Matinée du père de famille, Le Réveil d'Épiménide, 1787; v. 3: La Sage Journée ou le Nouvel Épiménide, Le Père valet, Le Bouledogue, 1788; v. 4: Sa mère l'allaita, L'Épouse comédienne, L'An deux mille, 1789; v. 5: Le Libertin fixé, L'Amour muet, Edmond ou les Tombeaux, 1792).

- Le Drame de la vie, contenant un homme tout entier, pièce en treize actes d’ombres et en dix pièces régulières, 1793 (con básicamente Madame Parangon ou le Pouvoir de la vertu, Zéphire ou l'Amante filiale, Rose et Eugénie ou le Gendre à l'épreuve, Élise ou l'Amante du mérite, Louise et Thérèse ou l'Amour et l'amitié, Virginie ou la Coquette, Sara ou le Dernier Amour, Agnès et Adélaïde ou le Dangereux Échange, Félicité ou le Dernier Amour, Filette reconnue).